# Pará (1867)

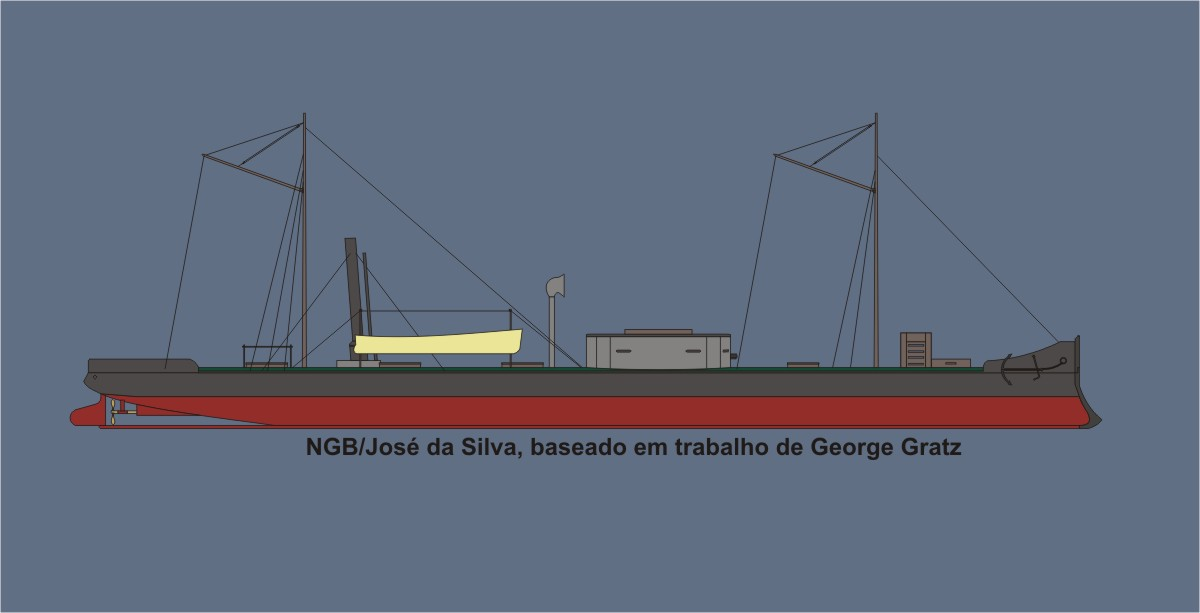
Схема моніторів типу «Пара». Робота Жозе да Сільва, (José da Silva), власник авторських прав — військово-морські сили Бразилії

Пара́ — головний корабель однойменного типу річкових моніторів ВМС Бразилії.

## Служба
«Алагоас» був закладений в Арсеналі де Марінья да Корте в Ріо-де-Жанейро 8 грудня 1866 року під час Парагвайської війни, в якій Аргентина та Бразилія стали союзниками проти Парагваю. Він був спущений на воду 21 травня 1867 року, а завершений у червні 1867 року. 20 червня 1867 р. його відбуксирували до Ла-Плата і він власним ходом піднявся по Парані до місця, де наступ бразильської ескадри зупинили парагвайські укріплення в Умаїті. 19 лютого 1868 р. шість бразильських броненосців, включаючи «Пару», прорвалися повз Умаїту вночі. Пара і два однотипні кораблі Alagoas і Rio Grande, були прив'язані до більших броненосців на випадок, якщо снаряди парагвайців пошкодять корабельні машини. «Баррозо» йшов у парі з «Ріо-Гранде», а потім «Байя» з «Алагоасом» і «Тамандарре» з «Пара». Після проходження під обстрілом фортеці монітор мав викинутись на берег, щоб запобігти його потопленню. «Пару» відремонтували до 27 лютого, коли він приєднався до ескадри, відправленої на захоплення міста Лорелес. 5 жовтня монітор брав участь в обстрілі форту Ангостура, на південь від Асунсіону, разом броненосним корветом «Бразіл», броненосцем «Сільвадо», та однотипними «Ріо-Гранде» і «Сеара». 17 травня 1869 року корабель приєднався до ескадри блокади на річках Джеджуй та Арагуая. Після війни «Пара» був зарахований до новоствореної флотилії Мато-Гроссо. Корабель роззброєний та залишений напризволяще 10 грудня 1884 року в Ладаріо.